# Herrhamra lotskyrkogård

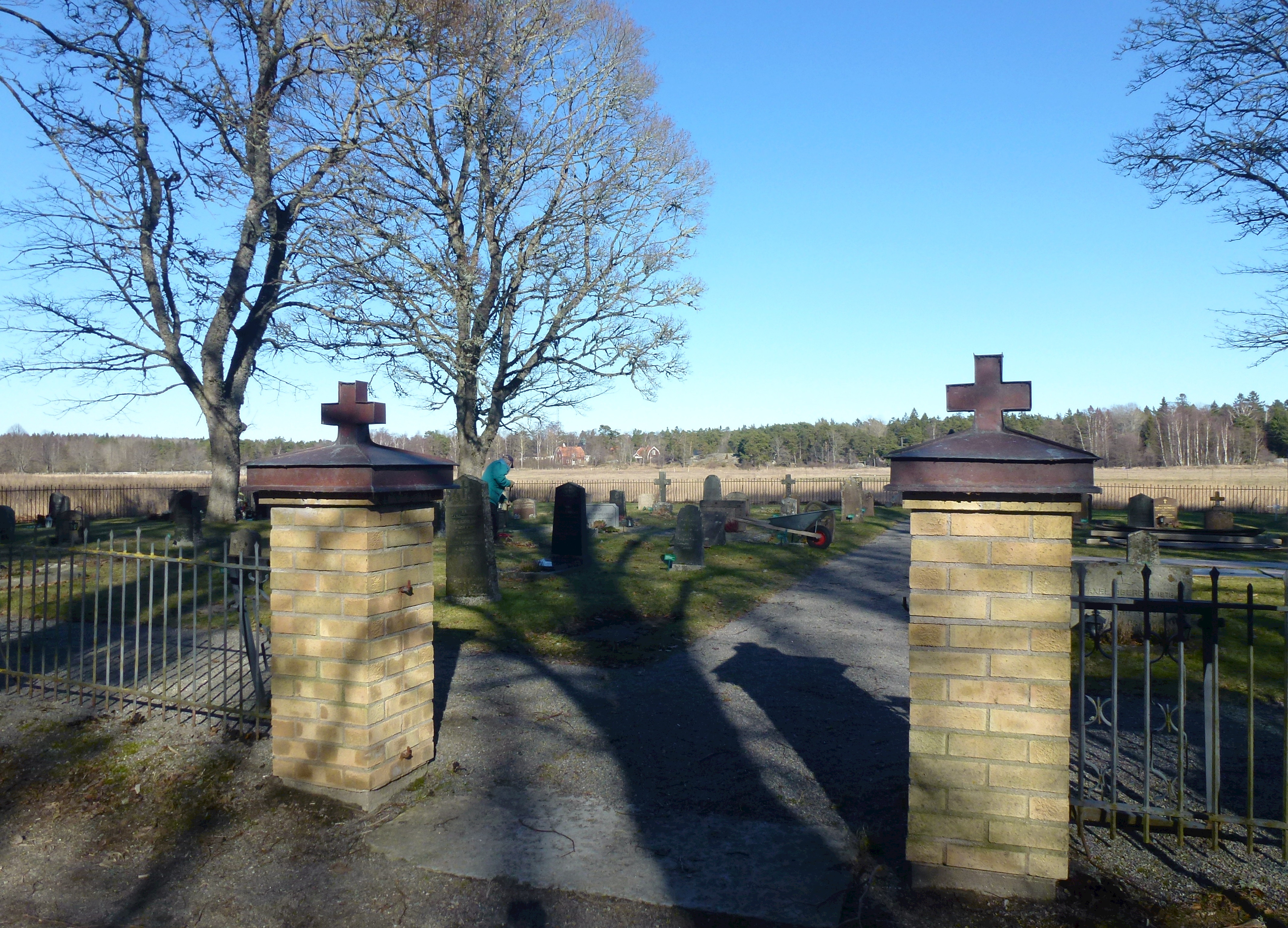
Herrhamra lotskyrkogården i mars 2015.

Herrhamra lotskyrkogård är en begravningsplats belägen intill väg 528 strax söder om Herrhamra gård i Torö socken på Torö, Nynäshamns kommun. Kyrkogården används fortfarande i dag (2015).

## Historik

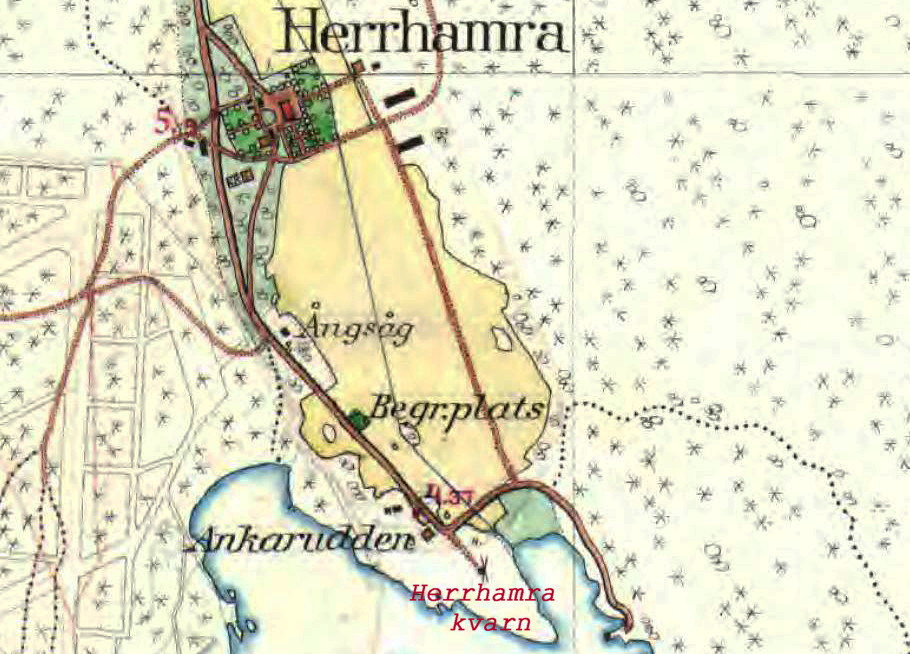
Begravningsplatsen på Häradsekonomiska kartan från 1901-1906.

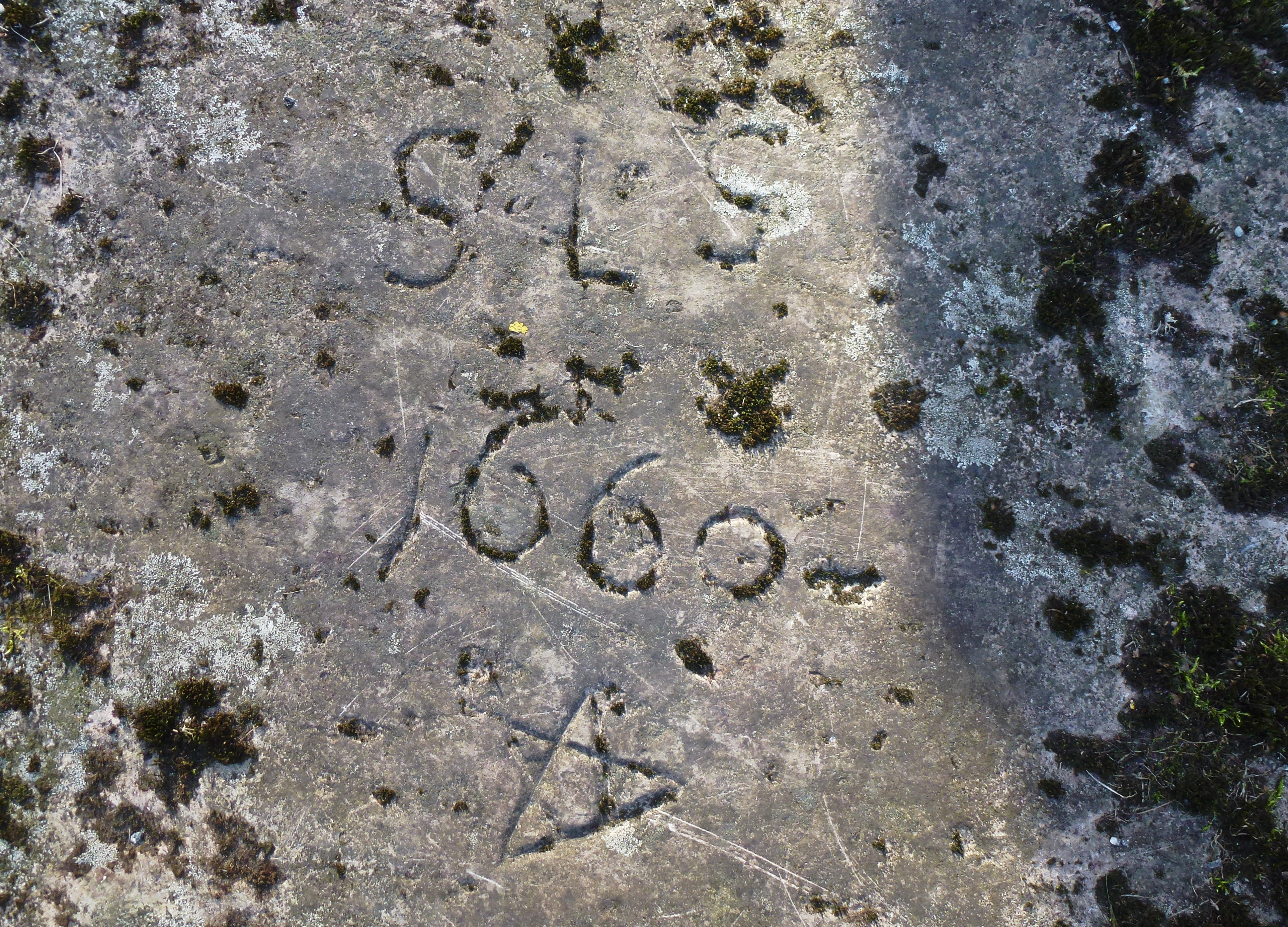
Kyrkogårdens äldsta bevarade gravsten bär årtalet 1660 och bokstäverna ”SLS”.

Ursprungligen fanns två kapell på Torö. Det ena stod vid nuvarande Torö kyrka det andra strax söder om nuvarande Herrhamra gård. Cirka  150 meter söder om kyrkogården finns fundamentrester av den byggnad som troligtvis var kapellet, uppfört i 1600-talets slut på initiativ av Erik Karlsson Sparre på Herrhamra. Både kapellet och Herrhamra brändes ner under Rysshärjningarna 1719.
Lotskyrkogården har troligen från början använts för sjöfarare och lotsar vid Öja. Söder om begravningsplatsen ligger anrika Ankarudden som var hamn och ankarplats redan på 1200-talet. Angående kyrkogården står det 1694 skrivet i ett sockenstämmoprotokoll att den ”af urminnestider varit hafver”. På 1750-talet omnämns kyrkogården även som en begravningsplats för sjömän som omkommit till sjöss.

## Dagens lotskyrkogård
Kyrkogårdens äldsta bevarade gravsten bär årtalet 1660 därunder ett pentagram (en femuddig stjärna) och överst bokstäverna ”SLS” som kan tydas Sepulti Loco Sancto, vilket på latin betyder ”begravda på helig/vigd plats”. Möjligtvis ligger omkomna från örlogsfartyget Resande Man, som förliste den 27 november 1660 i en svår storm antagligen vid Viksten mellan Älvsnabben och Landsort, begravda där.
På 1930-talet utvidgades kyrkogården mot norr och ett bårhus planerades men det byggdes aldrig. År 1957 skänktes ankaret av Bärgnings- och dykeriaktiebolaget Neptun. Kyrkogården omgärdas av ett enkelt utformat smidesstaket med ingång från landsvägen.
På andra sidan landsvägen på en höjd står klockstapeln som kom på plats 1938. Klockstapeln var en gåva av förre överlotsen Albert Holm. På klockan finns en inskription som lyder ”Allenast i Gud må du hava ro min själ”. Idag finns på Lotskyrkogården omkring 75 gravvårdar.

## Bilder

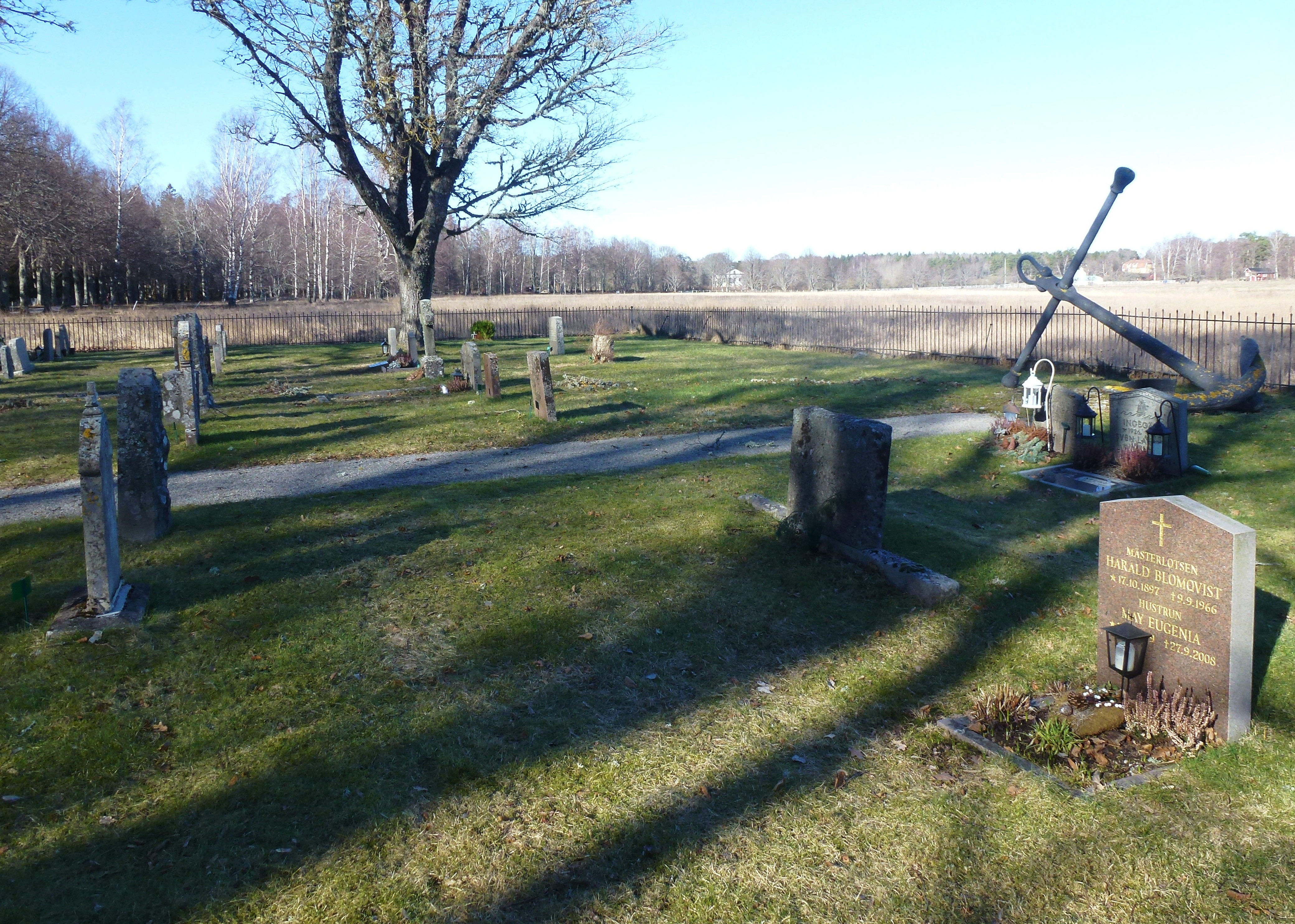
Herrhamra lotskyrkogården
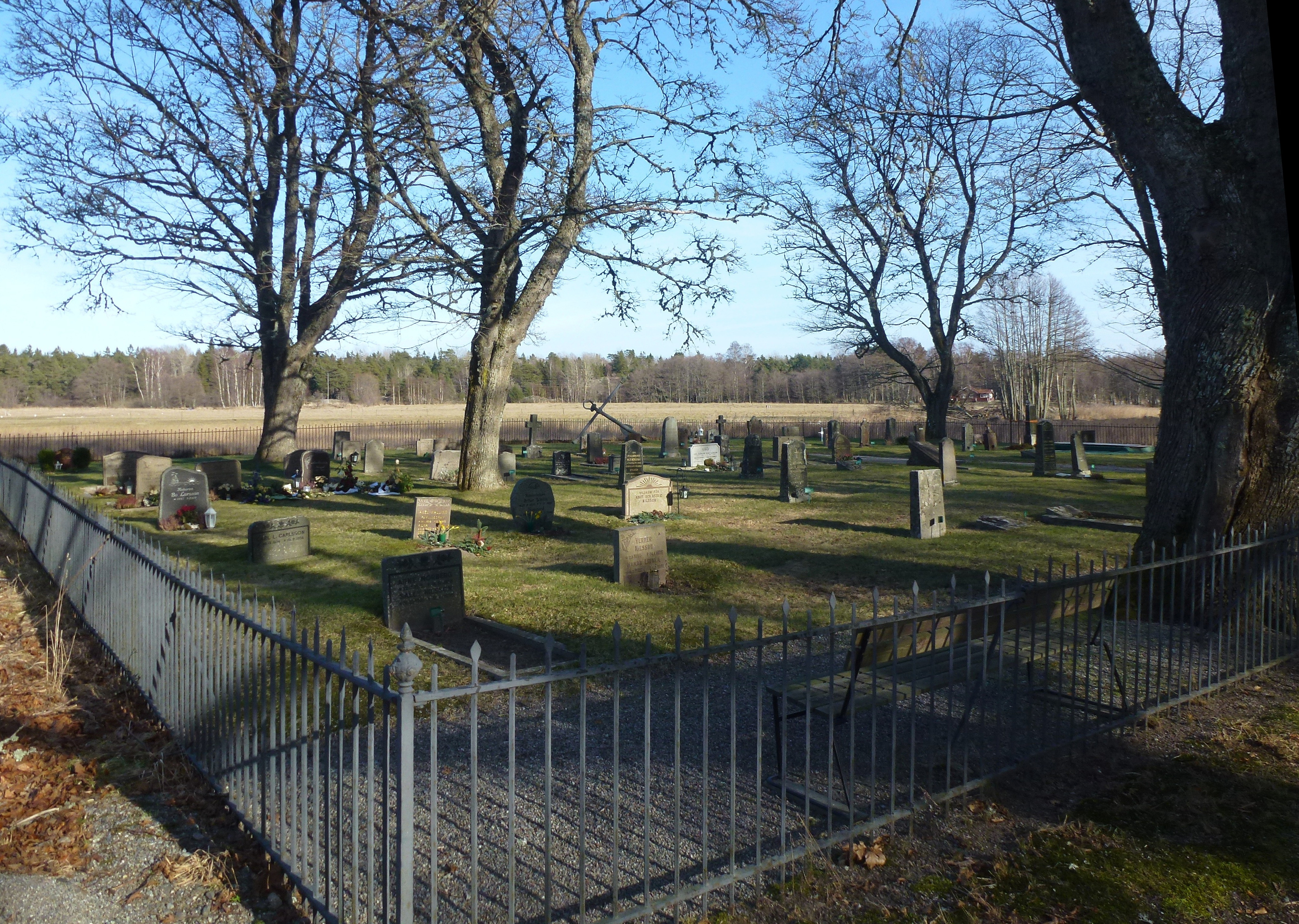
Träden markerar kyrkogårdens tidigare gräns
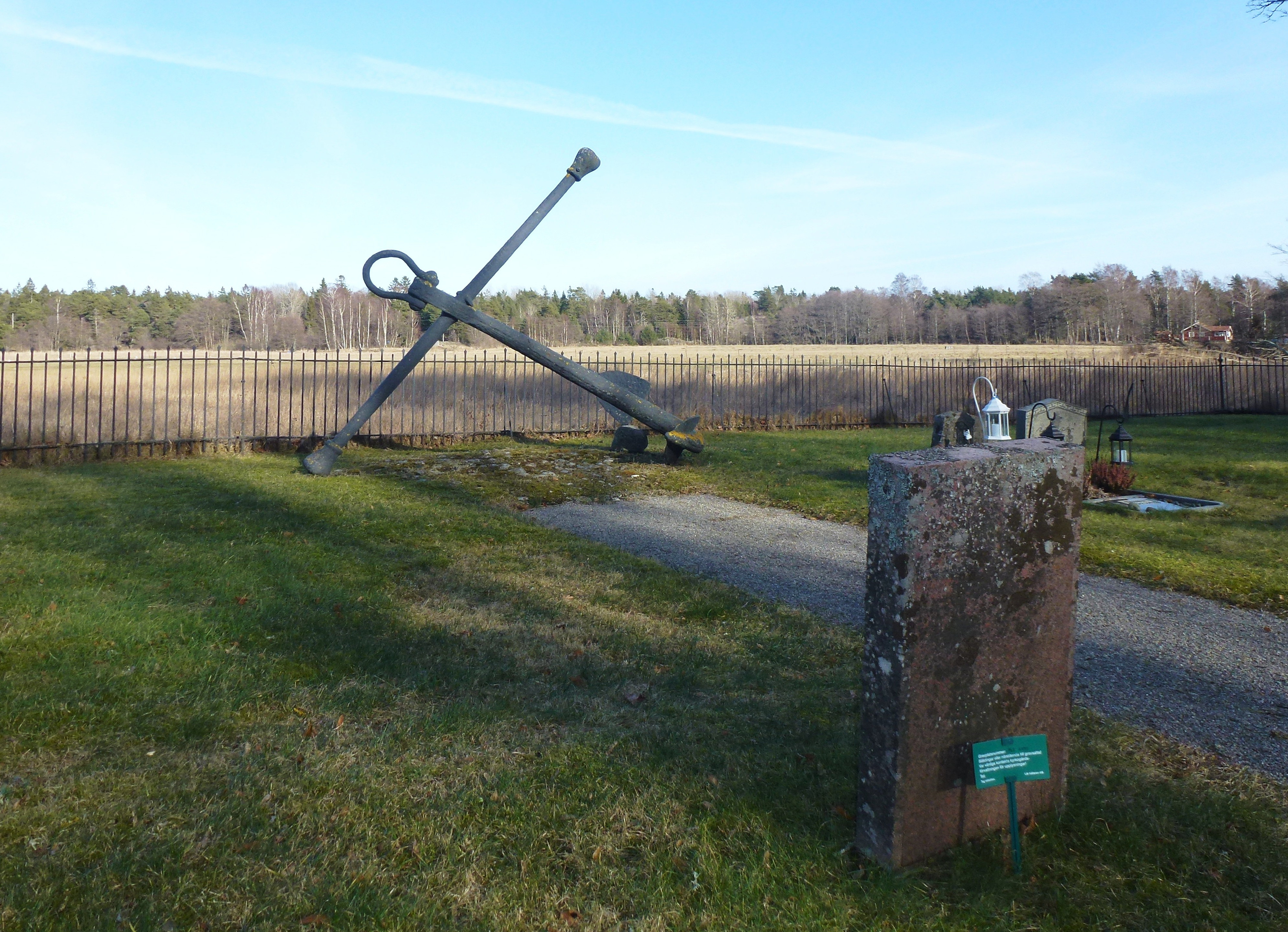
Ankaret och det omgivande öppna landskapet
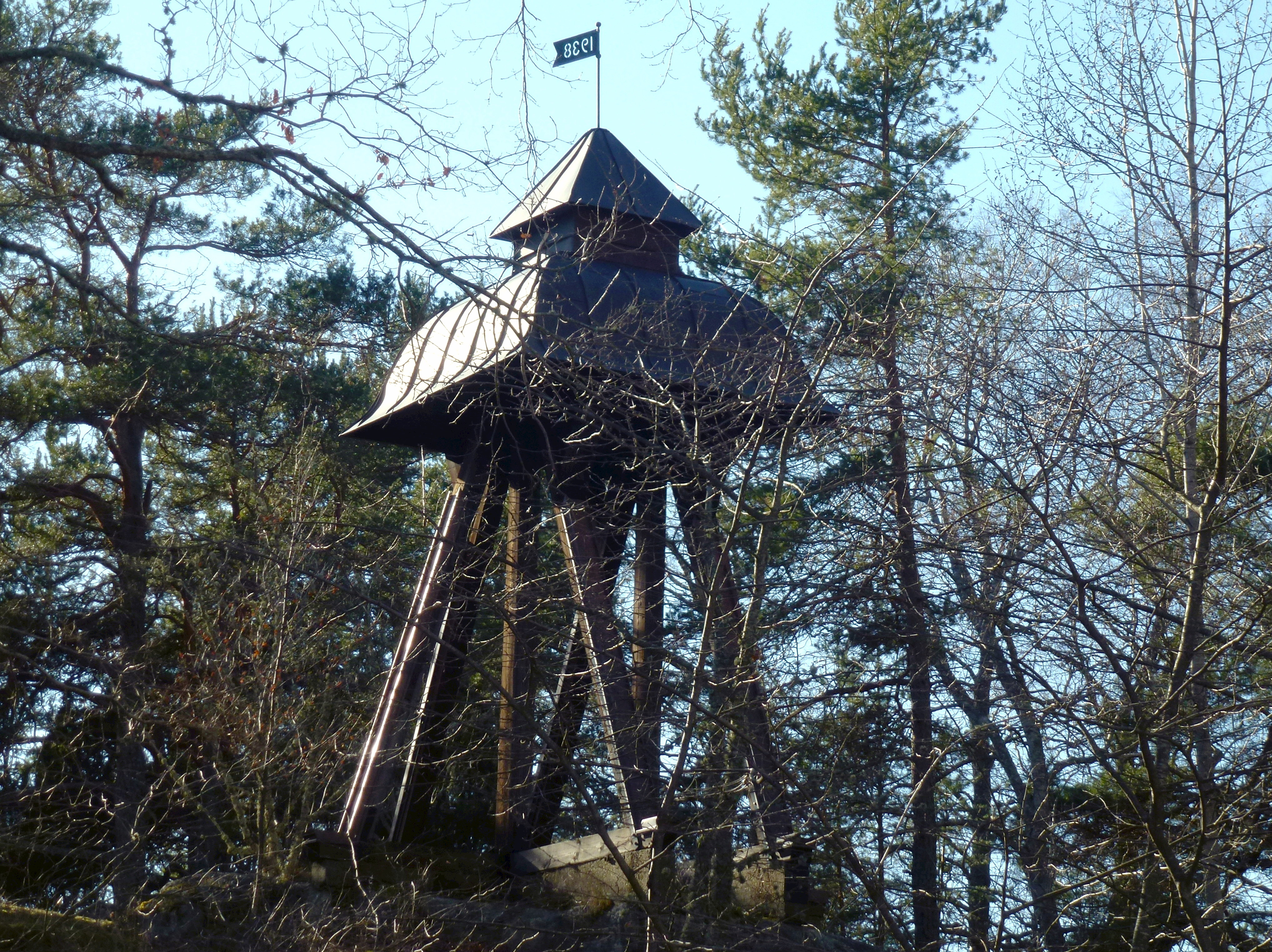
Klockstapeln